# Goiânia-incident
Het Goiânia-incident was een ongeluk in de Braziliaanse stad Goiânia met hoog radioactief ziekenhuisafval, waardoor vier mensen overleden, achtentwintig anderen ziek werden en rond de tweehonderd personen blootgesteld werden aan een verhoogd stralingsniveau. Door Time werd het een van de ergste nucleaire incidenten genoemd. Het incident was veroorzaakt door een kleine container met hoogradioactief ziekenhuisafval, die op 13 september 1987 door krakers was meegenomen uit een oud voor de sloop bestemd ziekenhuisgebouw.

## De radioactieve bron

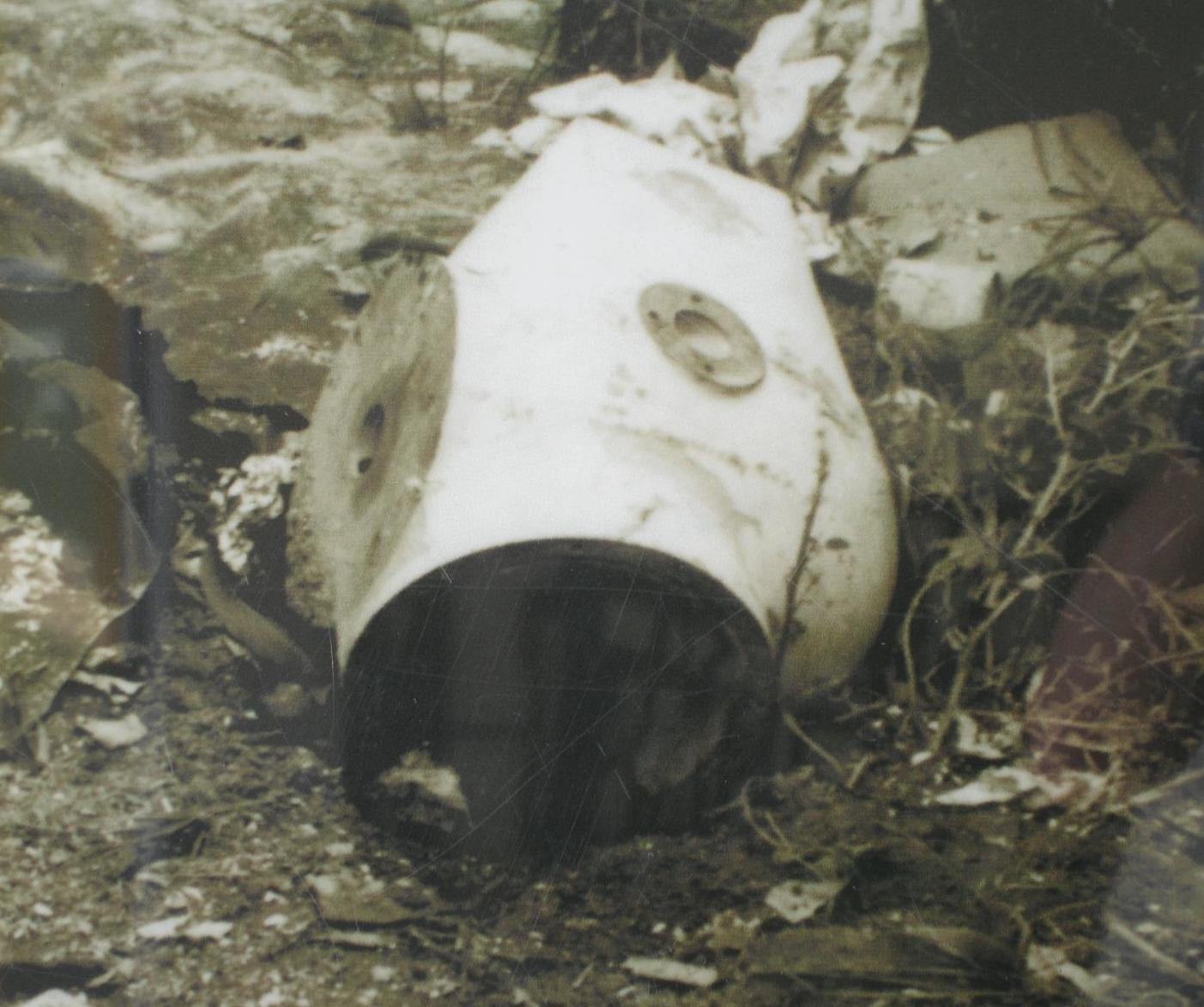
De stalen bron waarin het radioactieve materiaal zat, liggend op een vuilnisbelt

De bron bestond uit een 'vingerhoedje' gevuld met cesiumchloride, opgeslagen in een capsule van lood met staal met een iridium venster, waardoor de straling kon worden gefixeerd op een patiënt. Het omhulsel was een cilinder van 51 mm hoog met een diameter van 48 mm. De bron had in 1971 een stralingsintensiteit van 74 terabecquerel (TBq). Het cesium was het radioactieve cesium-137 dat een intensiteit van 814 TBq/kg heeft met een halveringstijd van 30 jaar. Een meter van de bron was de stralingsdosis zonder bescherming 4,56 gray (Gy) per uur. Zonder bescherming langere tijd in de buurt van de bron vertoeven was derhalve zeer gevaarlijk. Het IAEA berekende dat de intensiteit in 1987 door radioactief verval afgenomen was tot 50,9 TBq.

## Gebeurtenissen

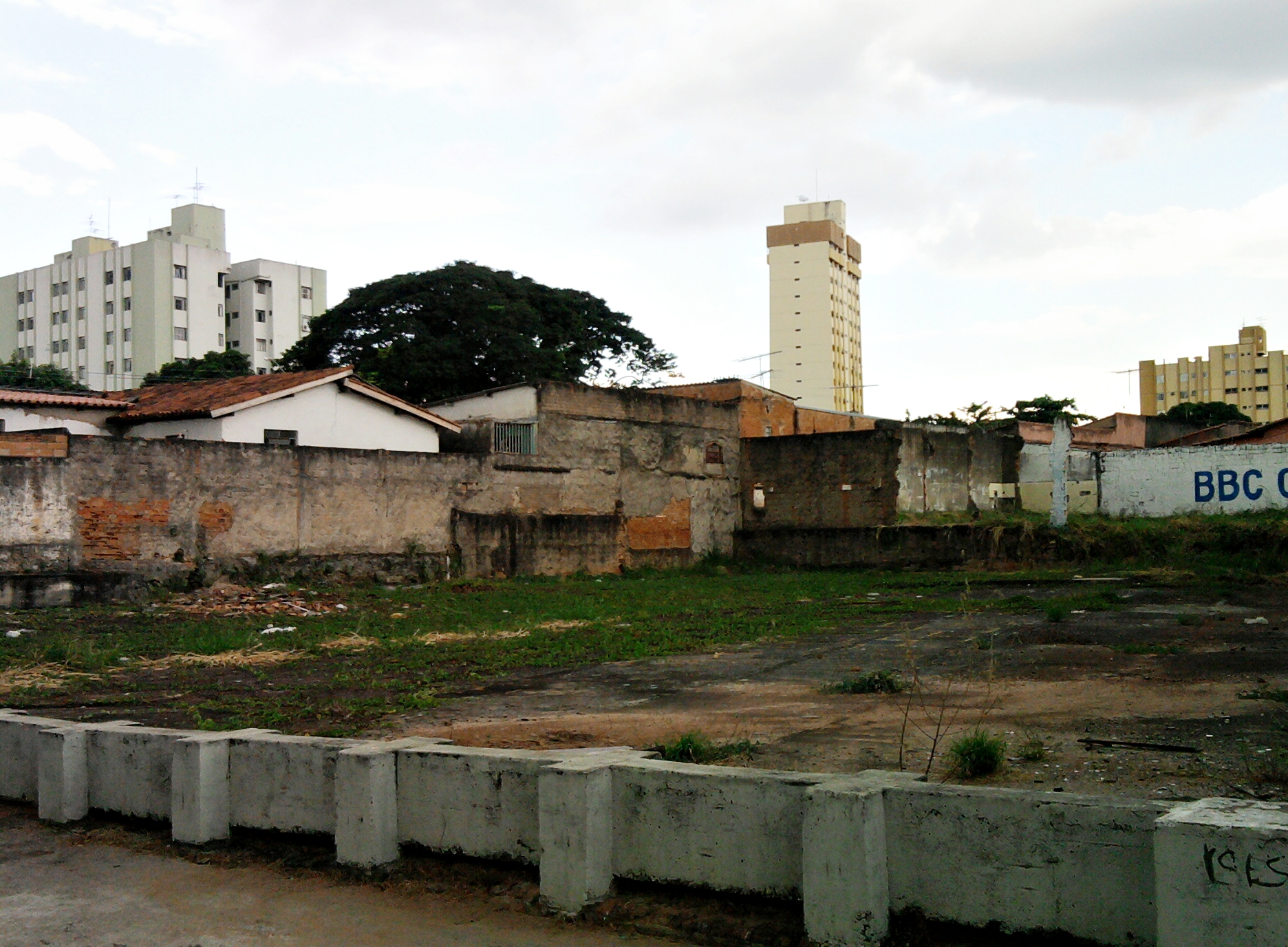
Het terrein van de voormalige schroothandel op Rua 26

Het Instituto Goiano de Radioterapia (IGR) werd in 1985 gesloten. In de daaropvolgende jaren werd het leegstaande ziekenhuisgebouw in bezit genomen door daklozen, krakers en mensen die waardevolle achtergebleven spullen zochten. Op 13 september 1987 begonnen twee mannen, Roberto dos Santos Alves en Wagner Mota Pereira, ter plekke op de radiotherapie-afdeling machines en uitrusting te demonteren. Ze haalden de capsule uit het bestralingsapparaat en namen hem mee. De gammastraling die werd uitgezonden via het raampje maakte de mannen misselijk, maar ze dachten dat ze iets verkeerds hadden gegeten. Ook veroorzaakte de straling brandwonden op de lichamen van de mannen, zodanig dat een van de mannen later zijn arm moest laten amputeren.
De mannen probeerden in de daaropvolgende dagen de capsule open te breken, waarschijnlijk menend dat iets dat zo goed opgeborgen was zeer kostbaar moest zijn. Uiteindelijk slaagde een van de mannen erin de capsule te openen, waarbij het cesiumchloride, dat een geheimzinnige blauwe gloed uitstraalde, vermoedelijk als gevolg van fluorescentie of tsjerenkovstraling, vrijkwam. De man haalde wat van het poeder uit de capsule en probeerde het aan te steken, maar kon uiteindelijk niet achterhalen wat het spul precies was of deed, en gaf het op. Alves en Pereira verkochten uiteindelijk alle gevonden spulletjes aan een nabije schroothandel.
De eigenaar van de schroothandel, Devair Alves Ferreira, zag 's avonds de gloed van het cesiumchloride uit de opengebroken capsule. Hij probeerde een lichtgevende ring voor zijn vrouw te maken met het spul, en liet het geheimzinnige lichtgevende poeder aan vrienden en kennissen zien. Hierdoor raakten verschillende van hen besmet. Een broer van Ferreira tekende met het poeder een kruis op zijn lichaam, waardoor hij dieren op zijn boerderij besmette, waarvan er later verschillende overleden. Een vriend van Ferreira brak het loden omhulsel open. Ferreira zelf verkocht op 25 september 1987 de capsule aan een andere schroothandel. Hij overleefde het incident ondanks de zware bestraling die hij zelf opliep.
Ivo, een andere broer van Ferreira, nam wat van het poeder mee naar huis en sprenkelde het op zijn vloer. Zijn 6-jarige dochtertje Leide das Neves Ferreira smeerde het op haar lichaam en liet het resultaat trots aan haar moeder zien. Het poeder had nog altijd een intensiteit van 1 gigabecquerel en ze liep een dosis van 6 Gy op.
Gabriela Maria Ferreira, de vrouw van de schroothandelaar, begon lont te ruiken toen verschillende personen in haar omgeving ziek werden. Ze dacht aanvankelijk dat het kwam door iets dat ze gedronken hadden, maar wist het probleem uiteindelijk te herleiden tot het feit dat alle zieken in contact waren gekomen met het vreemde poeder dat inmiddels verkocht was. Dit besef en Gabriela's daaropvolgende acties hebben waarschijnlijk veel levens gered en verdere verspreiding voorkomen. Zijzelf en een medewerker gingen op 28 september naar de schroothandel aan wie de bron verkocht was, en vroegen de capsule terug. Gabriela deed hem in een plastic zak en nam hem mee naar een ziekenhuis. Daar vermoedde de arts, Paulo Roberto Monteiro, direct dat het materiaal gevaarlijk was, en bewaarde het in de tuin van het ziekenhuis, zo ver mogelijk van iedereen vandaan. Gabriela zelf betaalde voor haar kordaatheid met haar leven: ze overleed op 23 oktober 1987 aan stralingsziekte.
De volgende dag, 29 september 1987, ontdekte een ingeschakelde medewerker van NUCLEBRAS dat de bron radioactief was. Die dag begonnen de autoriteiten te reageren.

## Slachtoffers
- Leide das Neves Ferreira (6) kreeg 6,0 Gy binnen. Ziekenhuispersoneel durfde niet bij haar in de buurt te komen omdat zij zo intensief in contact was geweest met het poeder. Ze ontwikkelde oedeem, long- en nierbloedingen en haaruitval, en overleed op 23 oktober 1987. Ze is begraven in een loden met beton gevatte doodskist.
- Gabriela Maria Ferreira (38) kreeg 5,7 Gy binnen en werd drie dagen na haar contact met het materiaal ziek. Ze verloor haar haar en ontwikkelde interne bloedingen, en overleed uiteindelijk op dezelfde datum als haar nichtje, 23 oktober.
- Admilson Alves de Souza (18), een andere medewerker van Ferreira, kreeg 5,3 Gy binnen. Hij overleed op 18 oktober 1987.
- Israel Baptista dos Santos (22) kreeg 4,5 Gy binnen. Hij was een medewerker op de schrootzaak, en is in contact gekomen met de bron omdat hij het lood probeerde te verwijderen om later te kunnen verkopen. Overleden op 27 oktober.

Naast deze vier doden werd een groot aantal mensen ziek, maar overleefde de besmetting. Devair Ferreira (36) zelf was de opmerkelijkste hiervan: hij kreeg maar liefst 7,0 Gy binnen, maar verdeeld over een langere tijd, en wellicht ook niet op zijn hele lichaam, waardoor hij wel ziek werd maar herstelde. Pereira en Santos Alves, de oorspronkelijke vinders, werden eveneens ziek, waarbij laatstgenoemde na een maand zijn arm moest laten amputeren. Anderen die ziek werden maar overleefden waren Leides vader Ivo Ferreira, zijn moeder en de medewerker die Gabriela had geholpen de bron terug te halen.
In totaal waren er derhalve vier doden en vijftien slachtoffers die wel opgenomen werden in een ziekenhuis, maar uiteindelijk het incident overleefden. 26 personen ontwikkelden klachten en ontvingen behandeling, maar hoefden niet te worden opgenomen. 249 personen bleken uiteindelijk verhoogde hoeveelheden straling te hebben ontvangen.

## Gerechtelijke afhandeling
Het incident leidde tot een rechtszaak, waarbij de drie artsen die eigenaar waren geweest van IGR civielrechtelijk vervolgd werden wegens nalatigheid. Uiteindelijk bleek het niet mogelijk de eigenaren van de kliniek aan te spreken omdat het poeder was gekocht door de kliniek en niet door de eigenaars. Daar de kliniek niet meer bestond was het uiteindelijk CNEN, de nationale commissie voor nucleaire energie, die aansprakelijk werd gesteld voor het op nalatige wijze omspringen met radioactief materiaal. CNEN werd veroordeeld tot de betaling van 1,3 miljoen Braziliaanse real ter vergoeding van medische en psychische schade van de slachtoffers en hun nabestaanden. Een van de eigenaren en een arts van de kliniek zijn uiteindelijk alsnog veroordeeld tot betaling van 100.000 real aan de slachtoffers. De schroothandelaren, die immers niet wisten wat het poeder was en waarvan één bovendien zelf besmet was geraakt, zijn niet aansprakelijk gesteld.

## Reinigen van de locaties
De locaties die in aanraking met het poeder waren gekomen werden grondig gereinigd. Een aantal huizen werd afgebroken, en besmette grond en objecten werden verwijderd. De besmette zaken werden vervolgens als radioactief afval behandeld. In een aantal gevallen waren de objecten waardevol of wilde men de slachtoffers niet verder traumatiseren door hun bezit te vernietigen, zodat men ervoor koos ze te ontsmetten. Een en ander is gecompliceerd doordat cesiumchloride oplosbaar is in water. Men koos daarom voor behandeling met chemicaliën waarmee cesium makkelijk bindt, zoals Pruisisch blauw. Menselijke slachtoffers kregen eveneens Pruisisch blauw om in hun lichaam opgenomen cesium te binden. Urine van slachtoffers moest worden opgevangen en behandeld. Na afloop werd al het tijdens het schoonmaken verzamelde afval afgevoerd naar een opslag voor radioactief afval. Huizen werden pas vrijgegeven als ze volledig vrij waren van radioactiviteit. Uiteindelijk bleek ongeveer 13 % van het radioactieve materiaal (7 TBq) niet meer te traceren. Het IAEA raadde aan eventuele alsnog gevonden grotere hoeveelheden radioactief materiaal met uiterste omzichtigheid te behandelen, en altijd afstand te houden of een tussenschot of kraan te gebruiken bij hantering. Men schat dat anno 2008 derhalve nog ongeveer 4,3 TBq aan radioactief materiaal over is, verspreid over de locaties.
De meest besmette locaties waren de schroothandel van Devair Ferreira, waar op bepaalde plekken een stralingsintensiteit van 1,5 Gy per uur heerste, en het huis van Ivo Ferreira, die er een deel van het cesiumchloride had rondgestrooid, resulterend in de dood van zijn dochtertje (2 Gy per uur). Zelfs een verblijf van enkele uren op een van deze locaties was al levensgevaarlijk. Andere besmette locaties waren de woning van Santos, de schroothandel die de bron van Ferreira kocht, de boerderij van de broer van Ferreira, en Vigilancia Sanitaria, het ziekenhuis waar Maria Ferreira de bron naartoe bracht. Omdat het materiaal in dit ziekenhuis in een plastic zak zat viel de besmettingsgraad er mee. Het IAEA berekende later dat ook passagiers in de bus die Maria naar het ziekenhuis nam waarschijnlijk een dermate lage dosis hadden ontvangen dat er geen gevaar was. De maximale dosis van een hypothetische passagier was 0,3 Gy op de benen, onvoldoende om symptomen te veroorzaken.